# Cindy Sheehan

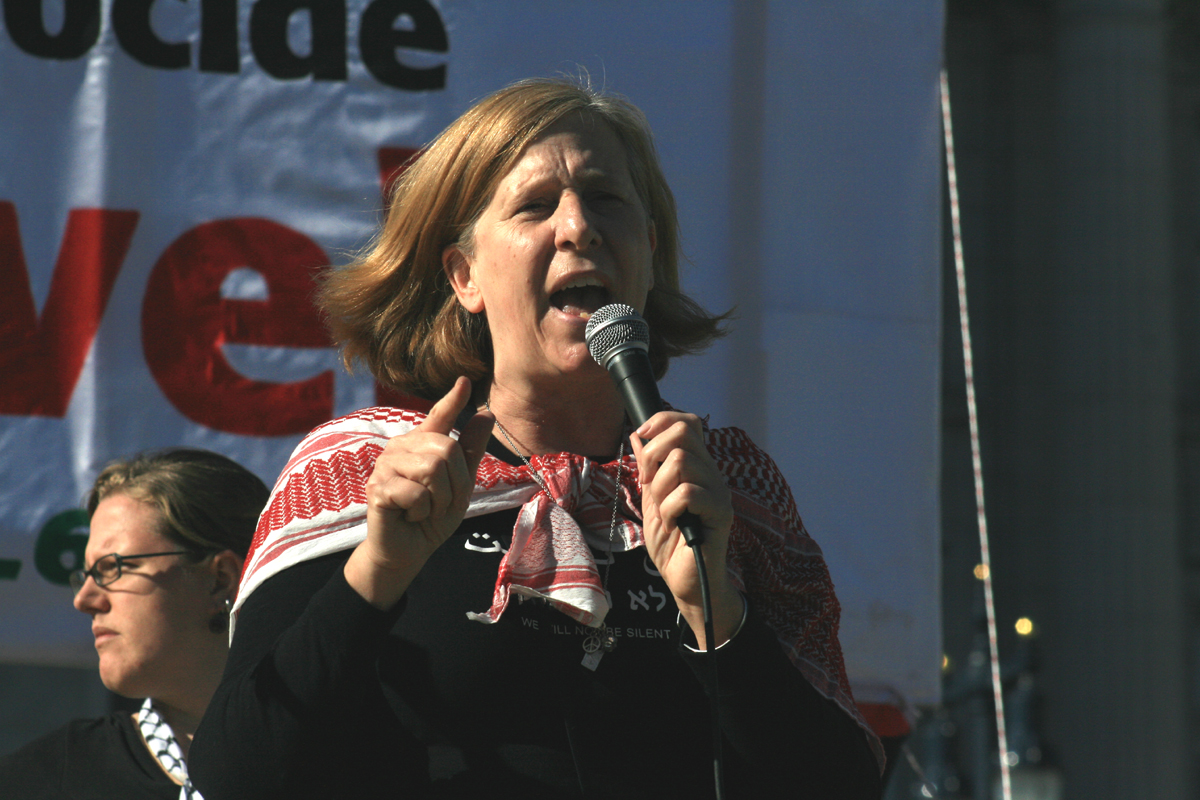
Cindy Sheehan

Cindy Lee Miller Sheehan (Bellflower, Califórnia, 10 de julho de 1957) é uma importante ativista estadunidense no movimento de oposição à guerra contra o Iraque. Ela envolveu-se na causa após a morte de seu filho, Casey Sheehan, no conflito, em 4 de abril de 2004. Ela atraiu atenção internacionalmente por seu prolongado protesto, durante o qual acampou por várias semanas às portas do sítio de George W. Bush em Crawford (Texas), exigindo um encontro com o presidente, a fim que ele lhe explicasse os seus motivos para a invasão. Este acampamento ficou conhecido como Camp Casey.